# Opravdové aikido
Opravdové aikido (srbsky realni aikido) je styl bojového umění vycházející z japonského aikida. Bylo založeno v 90. letech 20. století Ljubomirem Vračarevićem v Srbsku. Název tohoto umění vedl ke sporům se skupinami cvičícími původní japonské aikido.